# Кунгсер (комуна)
Комуна Кунгсер (швед. Kungsörs kommun) — адміністративно-територіальна одиниця місцевого самоврядування, що розташована в лені Вестманланд у центральній Швеції.
Кунгсер 245-а за величиною території комуна Швеції. Адміністративний центр комуни — місто Кунгсер.

## Населення
Населення становить 8 027 чоловік (станом на вересень 2012 року). 
| Кількість населення комуни Кунгсер за 1970-2010 роки | Кількість населення комуни Кунгсер за 1970-2010 роки | Кількість населення комуни Кунгсер за 1970-2010 роки | Кількість населення комуни Кунгсер за 1970-2010 роки | Кількість населення комуни Кунгсер за 1970-2010 роки |
| ---------------------------------------------------- | ---------------------------------------------------- | ---------------------------------------------------- | ---------------------------------------------------- | ---------------------------------------------------- |
| Рік                                                  |                                                      |                                                      | Населення                                            |                                                      |
| 1970                                                 | 1970                                                 |                                                      | 8 200                                                | 8 200                                                |
| 1975                                                 | 1975                                                 |                                                      | 8 279                                                | 8 279                                                |
| 1980                                                 | 1980                                                 |                                                      | 8 606                                                | 8 606                                                |
| 1985                                                 | 1985                                                 |                                                      | 8 322                                                | 8 322                                                |
| 1990                                                 | 1990                                                 |                                                      | 8 472                                                | 8 472                                                |
| 1995                                                 | 1995                                                 |                                                      | 8 365                                                | 8 365                                                |
| 2000                                                 | 2000                                                 |                                                      | 8 148                                                | 8 148                                                |
| 2005                                                 | 2005                                                 |                                                      | 8 303                                                | 8 303                                                |
| 2010                                                 | 2010                                                 |                                                      | 8 089                                                | 8 089                                                |
| Джерело: SCB                                         |                                                      |                                                      |                                                      |                                                      |

## Населені пункти
Комуні підпорядковано 2 міські поселення (tätort) та низка сільських, більші з яких:
- Кунгсер (Kungsör)
- Вальскуг (Valskog)
- Гіммельсберга (Himmelsberga)
- Рабустан (Rabostan)
- Турпаслетт (Torpaslätt)
- Шельдбю (Sköldby)

## Міста побратими
Комуна підтримує побратимські контакти з такими муніципалітетами:
- Комуна Спюдеберг, Норвегія

## Галерея

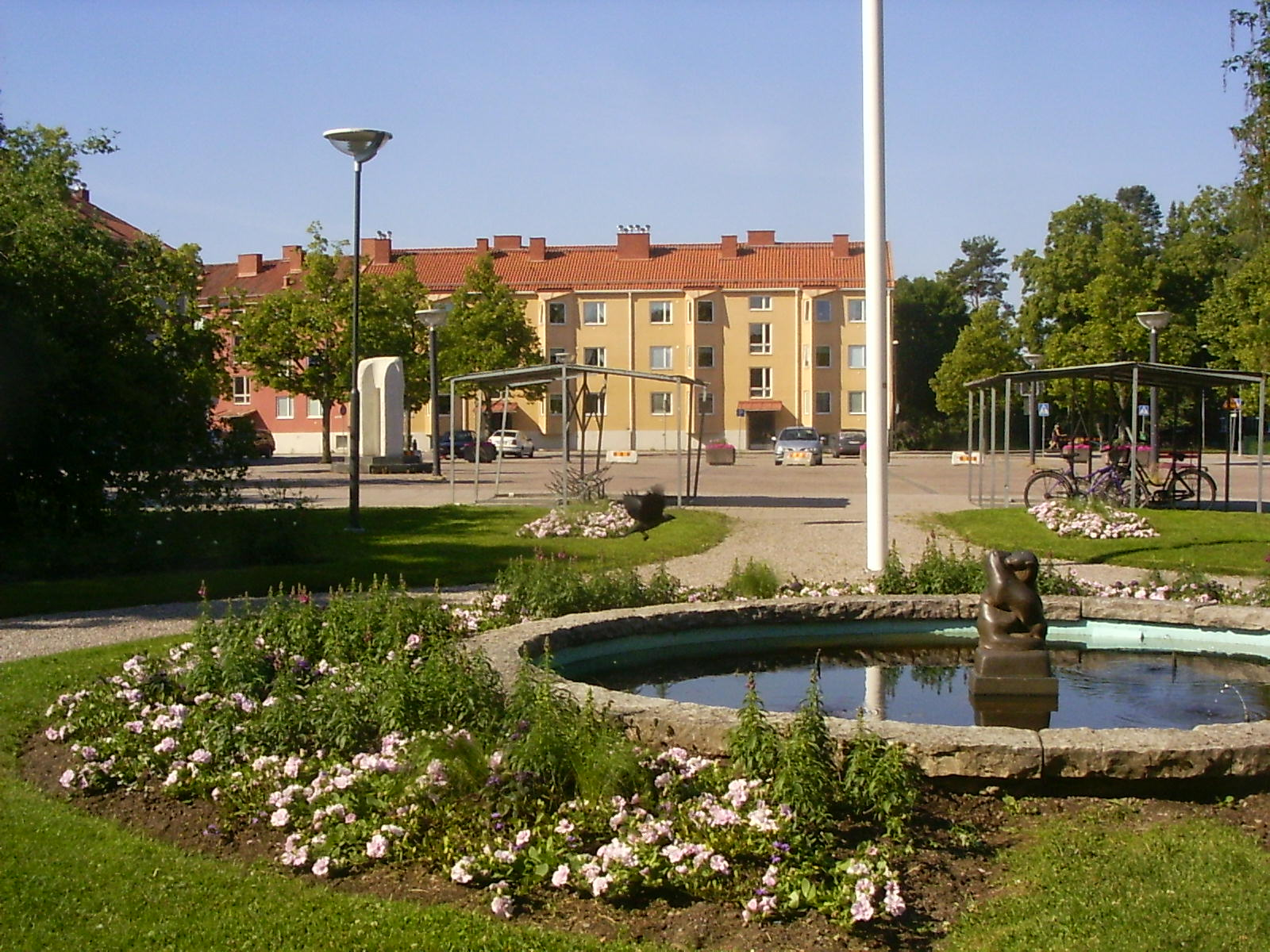
Центр міста Кунгсер
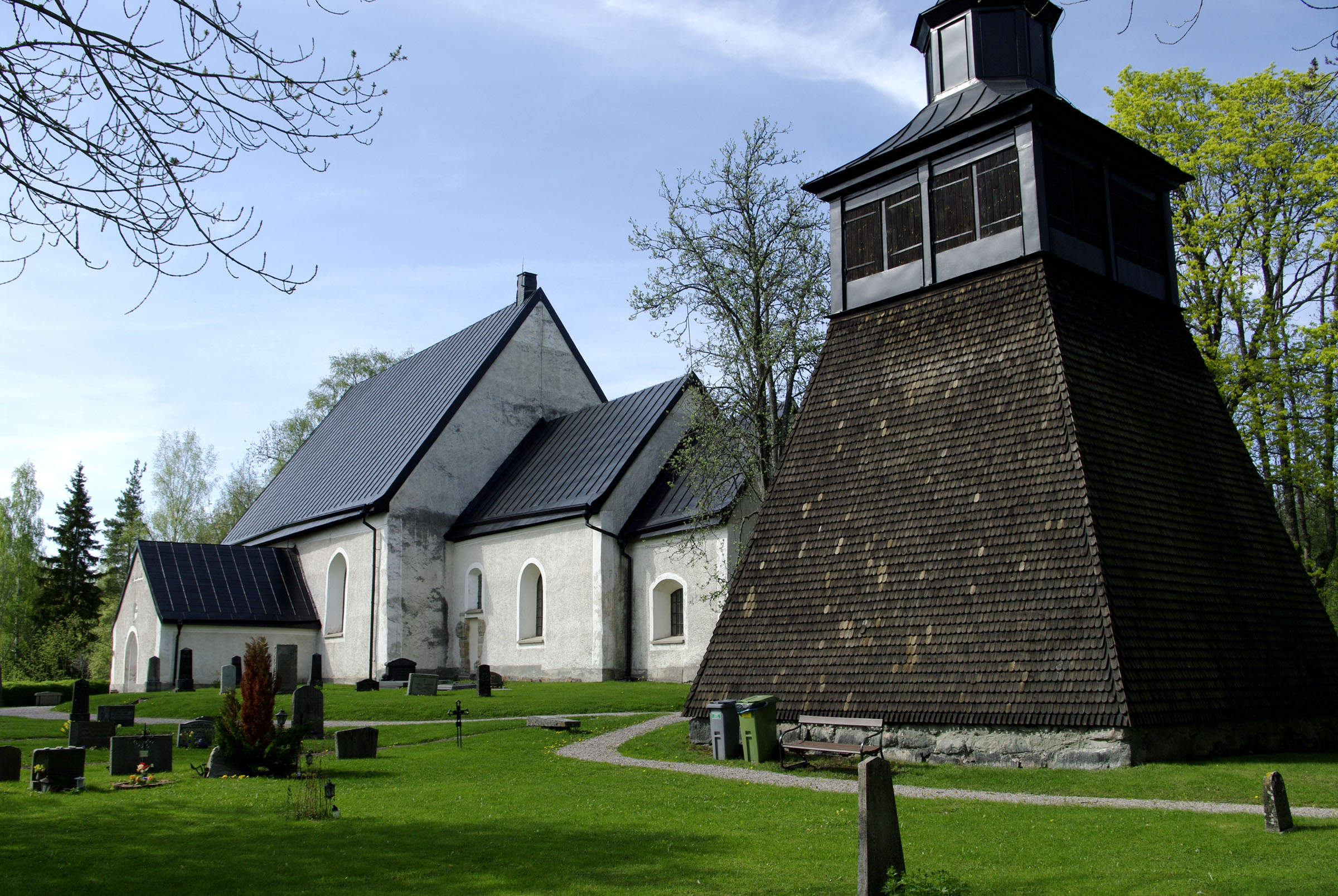
Церква (Турпа)
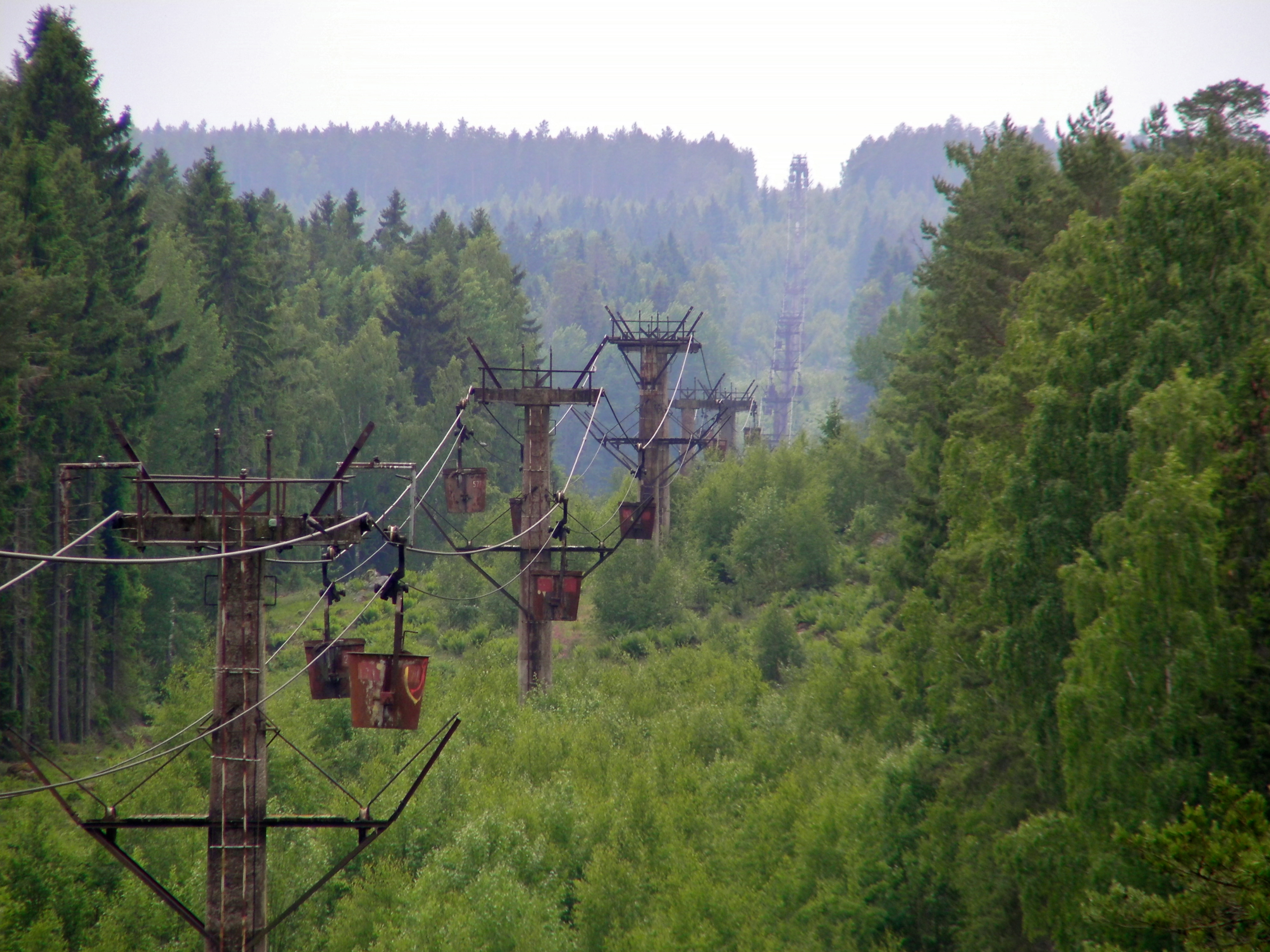
Найдовша у світі канатна дорога (застосовувалась у 1941-1997 рр. для транспортування вапняку)
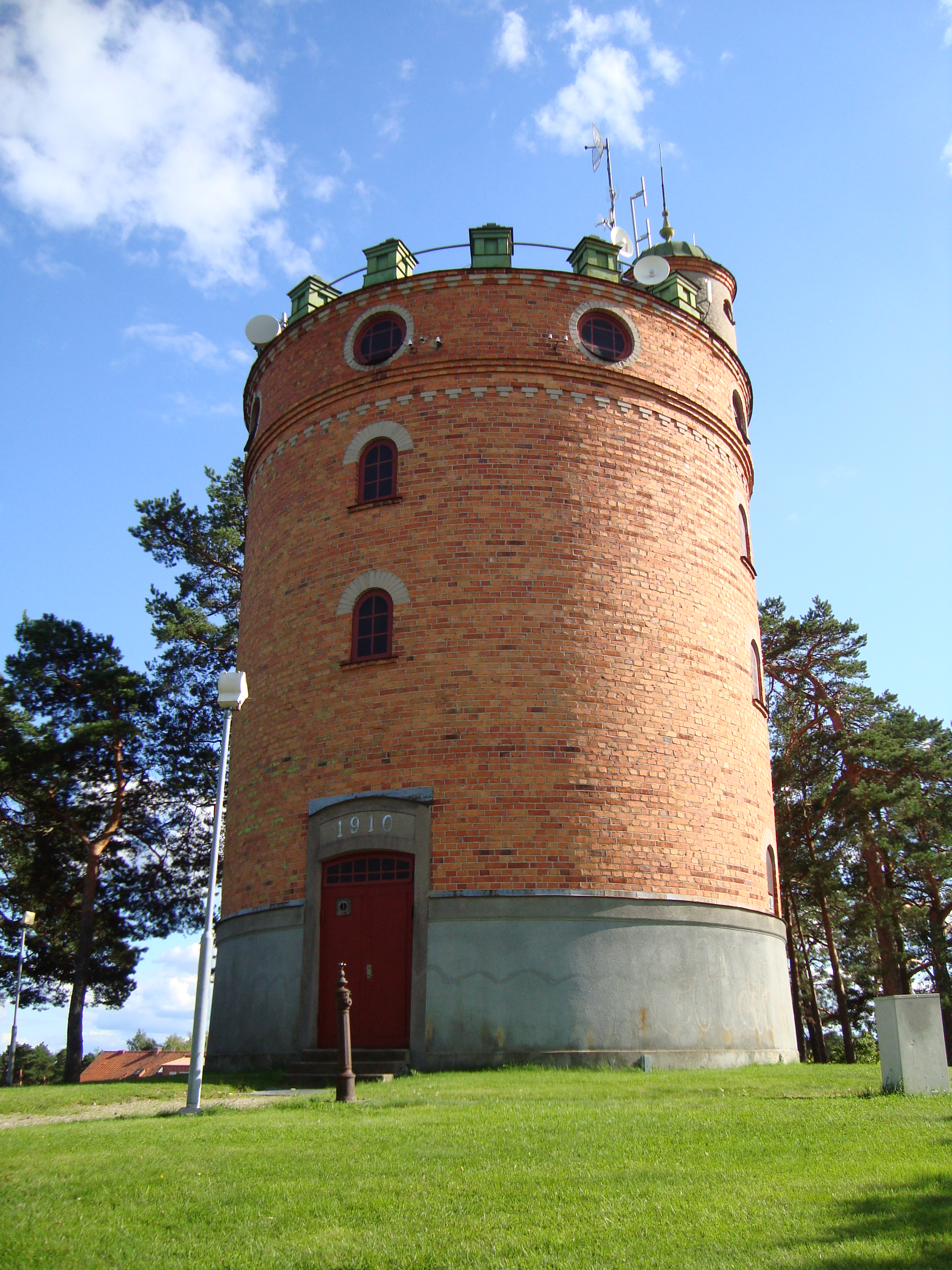
Водонапірна вежа (Кунгсер)

## Виноски
1. ↑  https://kungsor.se/kommun-och-politik/politik/kommunstyrelsen/ledamoter-i-kommunstyrelsen.html
2. ↑  https://sverigesradio.se/artikel/6937887
3. ↑  Folkmangd i riket, lan och kommuner (шв.) . Центральне бюро статистики Швеції. Архів оригіналу за 20 серпня 2013. Процитовано 10 лютого 2013.